# Trumau
Trumau – gmina targowa w Austrii, w kraju związkowym Dolna Austria, w powiecie Baden. Według Austriackiego Urzędu Statystycznego liczyła 3 520 mieszkańców (1 stycznia 2014).

## Współpraca
Miejscowość partnerska:
- Hainburg, Niemcy